# Pardosa schenkeli
Pardosa schenkeli là một loài nhện trong họ Lycosidae.
Loài này thuộc chi Pardosa. Pardosa schenkeli được Roger de Lessert miêu tả năm 1904.